# Xyris trachysperma
Xyris trachysperma är en gräsväxtart som beskrevs av Robert Kral och Duiv. Xyris trachysperma ingår i släktet Xyris och familjen Xyridaceae.
Artens utbredningsområde är Colombia. Inga underarter finns listade i Catalogue of Life.